# Coryphaenoides sibogae
Coryphaenoides sibogae és una espècie de peix de la família dels macrúrids i de l'ordre dels gadiformes.

## Hàbitat
És un peix d'aigües profundes que viu fins als 694 m de fondària.

## Distribució geogràfica
Es troba al Mar de Flores.